# Beaucarnea gracilis
Beaucarnea gracilis (nombre común pata de elefante, también dado a otras especies relacionadas) es una planta arbórea de la familia Asparagaceae. Su tallo forma un engrosamiento en su base a lo que se debe uno de sus nombres. Es una de las especies que tiene los órganos masculinos y los femeninos en plantas separadas. Es muy apreciada para uso ornamental.

## Clasificación y descripción
Es una planta rosetófila arborescente dioica, cuya altura puede variar de 6 a 12 m alto. Tallos de base muy ensanchada, de 1,5 a 2,5 m diámetro, globosa, corteza gruesa,  de color gris a parda, con formas geométricas rectangulares a poligonales; ramas delgadas, muy ramificadas. Hojas en rosetas apicales, en forma de cono invertido, haz y envés con papilas dispuestas en surcos. Inflorescencias 0,6 a 1 m largo,  de forma ovoides, anaranjadas a amarillo pálido; pedúnculos 15 a 20 cm largo; ramas primarias 16 a 20 cm largo, las secundarias 4 a 8 cm largo, escasas; brácteas verde-pálido a blancas. Flores masculinas 4 a 6 por nudo, pedicelos 1 a 2 mm largo, articulados cerca de la base, tépalos 2 a 2,5 mm largo, 1,5 a 2 mm ancho, erectos en antesis (apertura  de la flor para su polinización), de color blanco-amarillentos. Flores femeninas, 4 por nudo, pedicelos 1,5-2,5 mm largo, tépalos 1,5-2 mm largo, 1-2 mm ancho, blanco amarillentos. Frutos en cápsulas 0,7 a 0,9 cm largo, 0,6 a 0,8 cm ancho, de color amarillo pálido, alas de 7 a  9 mm largo, 1,5 a 2 mm ancho; semillas 3,5 a 4 mm largo, 3 a 4 mm ancho, esferoidales a elipsoidales, testa rugosa de color pardo-rojiza.

## Distribución
Especie endémica de México, en los estados de Oaxaca y Puebla, específicamente del Valle de Tehuacán-Cuicatlán, se ha registrado en los poblados de  Coixtlahuaca, Tepelmeme Villa de Morelos, Cuicatlán, San José del Chilar, San Pedro Jocotipac, Tomellín, Santiago Chazumba y Tehuacán.

## Hábitat
Es una especie  que habita en matorral xerófilo, en elevaciones de 1300-2000 m s. n. m. Requiere de bajas precipitaciones entre 300 y 700 mm anuales, temperaturas  promedio de 18 a 26 °, es una planta que generalmente se encuentra en suelos someros,  o de  textura arenosa, no  es tan estricta en cuanto al requerimiento de materia orgánica.

## Estado de conservación
En algunas comunidades del Valle de Tehuacán-Cuicatlán, las hojas se usan para hacer sombreros y en la elaboración de arreglos para ofrendas religiosas, usos que probablemente no han tenido un efecto negativo en las plantas. Sin embargo son plantas muy apreciadas para su uso ornamental, situación que las ha puesto en riesgo y que actualmente se encuentren amenazadas, de acuerdo a la NOM-059- ECOL- SEMARNAT- 2010,  principalmente por la pérdida y transformación de su hábitat, así como por la extracción y comercialización ilegal de ejemplares y semillas fuera de sus áreas de distribución, de tal forma, que en 2016, en  la XVII conferencia de las Partes de la Convención sobre el Comercio Internacional de Especies Amenazadas de Flora y Fauna Silvestres CITES, México logró que se aprobaran cinco resoluciones de interés para la biodiversidad nacional, entre ellas permitir el aprovechamiento sustentable de las palmas patas de elefante del género Beaucarnea, entre las cuales se encuentra B. gracilis. Por parte de la UICN, no se encuentra bajo alguna categoría de protección.